# MODOK
M.O.D.O.K. ou MODOK (Mental Organism Designed Only for Killing; em português, Organismo Mental Desenvolvido apenas para Matar; conhecido no Brasil como M.O.D.O.C. – Mecanorganismo Operacional Destinado à Ocisão e Carnificina) é um personagem fictício das histórias em quadrinhos publicadas pela Marvel Comics. É um super vilão que aparece pela primeira vez em Tales of Suspense #93, de 1967. Foi criado por Stan Lee e Jack Kirby.
Antes um ser humano comum, George Tarleton foi forçado a se tornar uma cobaia humana, sendo posteriormente transformado no MODOK. Chamando a si mesmo de O Cientista Supremo e usando seu vasto intelecto e poderes psiônicos, aniquilou todos os envolvidos na experiência que o criou.
Como o líder da I.M.A., MODOK tem tecnologia avançada e um exército pessoal à sua disposição. Também possui várias armas projetadas para matar, instaladas em sua cadeira planadora.
Aparece como um personagem jogável em Marvel: Avengers Alliance, Lego Marvel Super Heroes 2 e em Marvel Contest of Champions.

## Poderes e habilidades
George Tarleton foi submetido a um processo mutagênico que lhe concedeu inteligência sobre-humana, incluindo uma memória computacional capaz de calcular resultados prováveis que beiram a precognição; sua criatividade, no entanto, permanece a de um humano médio. Como MODOK, o personagem também possui poderes psiônicos, que lhe permitem controlar mentalmente indivíduos e grupos de grande porte e ainda gerar campos de força capazes de resistir a pequenas explosões nucleares. Por cortesia da tecnologia I.M.A., MODOK usa uma tiara que lhe permite concentrar seu poder mental em um raio de energia devastador.
Um efeito colateral da mutação foi o crescimento da cabeça de Tarleton, até um ponto em que seu corpo não pôde mais suportar o peso, exigindo a implantação de um exoesqueleto e uma cadeira planadora. A cadeira está equipada com uma variedade de armas, incluindo mísseis e lasers. Ocasionalmente, Tarleton teve à mão um veículo humanoide gigante, proporcionalmente dimensionado para sua cabeça. Os órgãos de Tarleton também desgastam-se rapidamente, exigindo o uso de clones, cujos órgãos são utilizados para sustentá-lo.